# Лятно тръшване (2015)
Лятно тръшване (2015) беше кеч турнир, продуциран от WWE. Проведе се на 2015 в Barclays Center в Бруклин, Ню Йорк. Беше 28-ият турнир подред в хронологията на Лятно Тръшване и първи откакто 2008 да бъде проведен извън Лос Анджелис когато Staples Center беше домът на Лятно Тръшване от 2009 до 2014. Това беше осмото Лятно Тръшване, проведено в Ню Йорк, след тези през 1988, 1989, 1991, 1997, 1998, 2002, и 2007. Izod Center беше планиран да бъде мястото на Лятно Тръшване, но заради затварянето си през април 2015, събитието се премести в Barclays Center. Това беше първото Лятно Тръшване, излъчено за 4 часа, време, което бе достъпно само за КечМания.
Десет мача бяха проведени, по време на шоуто. Главният мач беше на Брок Леснар и Гробаря, в който Гробаря се предаде от захвата Кимура на Леснар и гонга би, но съдията не го видя и позволи мача да продължи. Съдията остана разсеян, Гробаря направи удар под пояса и тогава го накара да припадне от неговия захват Портите на Ада.

## Заден план
Лятно Тръшване включваше кеч мачове с участието на различни борци от вече съществуващи сценични вражди и сюжетни линии, които изиграват по Първична сила, Разбиване и NXT. Борците са добри или лоши, тъй като те следват поредица от събития, които са изградили напрежение и кулминират в мач или серия от мачове.
На 17 август, в епизод на Първична сила, беше обявено, че Джон Стюарт ще бъде специален гост водещ на събитието.

## Резултати
| #                                       | Резултати | Правила                                                                                | Време |
| 1                                       | Шеймъс победи Ренди Ортън | Сингъл мач                                                                             | 12:28 |
| 2                                       | Нов Ден (Големият И и Кофи Кингстън) (с Ксейвиър Уудс) победиха Тандем Прайм Тайм (Дарън Йънг и Тайтъс О'нийл) (ш), Луча Драконите (Калисто и Син Кара) и Лос Матадорес (Диего и Фернандо) (с Ел Торито) | Отборен мач Фатална Четворка за Отборните Титли на Федерацията                         | 11:20 |
| 3                                       | Долф Зиглър (с Лана) срещу Русев (със Съмър Рей) свърши с двойно отброяване | Сингъл мач                                                                             | 11:50 |
| 4                                       | Стивън Амел и Невил победиха Звезден прах и Крал Барет | Отборен мач                                                                            | 07:35 |
| 5                                       | Райбак победи Грамадата и Миз | Мач Тройна Заплаха за Интерконтиненталната Титла                                       | 05:33 |
| 6                                       | Роумън Рейнс и Дийн Амброус победиха Семейство Уаят (Брей Уаят и Люк Харпър) | Отборен мач                                                                            | 10:55 |
| 7                                       | Световният шампион в тежка категория на Федерацията Сет Ролинс победи шампиона на Съединените щати Джон Сина                                                                                             | Мач за световната титла в тежка категория на Федерацията и Титлата на Съединените щати | 19:44 |
| 8                                       | Отбор Пи Си Би (Пейдж, Шарлът и Беки Линч) победиха Отбор Бела (Ники Бела, Бри Бела и Алиша Фокс) и Отбор Лоши (Наоми, Саша Бенкс и Тамина)                                                              | Троен отборен елиминационен мач                                                        | 15:20 |
| 9                                       | Кевин Оуенс победи Сезаро | Сингъл мач                                                                             | 14:18 |
| 10                                      | Гробаря победи Брок Леснар (с Пол Хеймън) | Сингъл мач                                                                             | 21:50 |
| (ш) – указва шампиона/шампионите в мача | |                                                                                        |       |

Елиминационен мач
| Елиминирани | Отбор          | Елиминирани от | Начин на Елиминация                 | Време |
| ----------- | -------------- | -------------- | ----------------------------------- | ----- |
| 1           | Отбор Лоши     | Отбор Бела     | Тамина беше туширана от Бри Бела    | 06:17 |
| 2           | Отбор Бела     | Отбор Пи Си Би | Бри Бела беше туширана от Беки Линч | 15:18 |
| Победители  | Отбор Пи Си Би | н/д            | н/д                                 | 15:18 |